# Коряцька Сопка
Коря́цька Со́пка або вулкан Кор́яцький (рос. Корякская Сопка, рос. Вулкан Корякский) — діючий вулкан на Камчатці, за 35 км на північ від Петропавловська-Камчатського. Відноситься до стратовулканів.

## Географія та історія
На думку вчених, вулкан почав формуватися у верхньому плейстоцені. Спершу була утворена базальтова споруда до висоти 2,5 км. Потім, у кінці верхнього плейстоцену, формувалися базальто-андезитова і андезитова споруда сучасного вулкана. Останні лавові потоки були представлені олівіновими базальтами, і біля південно-західного підніжжя сформувалися величезні лавові поля.
Абсолютна висота — 3456 метрів над рівнем моря, відносна — 2300 м з півночі, 3300 м з півдня. Вершина — правильно зрізаний ребристий конус. Західна частина вершини характеризується залишками кратера чашоподібної форми діаметром 180—200 м із залишками бортів (країв) висотою 20-30 м. Конус складений базальтовим і андезитовими шлаками, лавами і попелом; деякі лавові потоки залили довколишні долини.
Схили вулкана круті, у верхній частині кут нахилу досягає 35 градусів, а у нижній — 15-20 градусів. Нижні схили вулкана покриті лісами з сосни сланкої і кам'яної берези, у верхній частині — льодовики і сніжники.

## Активність вулкана
Найбільш великі відомі виверження — 1895–1896, 1956–1957 роки. За даними геологічних досліджень великі виверження також мали місце близько 5500 до н. е., 1950 до н. е. і 1550 до н. е..
У 1996 році вулкан був внесений до списку з 16 вулканів, що вивчаються відповідною комісією ООН (англ. International Association of Volcanology and Chemistry of the Earth's Interior).
У кінці жовтня 2008 року на західному схилі вулкана виявлено вихід фумароли. Подія залишилася майже не відзначеною не тільки центральними ЗМІ країни, але й місцевими жителями.
25 грудня 2008 року виверження перейшло в активну фазу. 29 грудня з Петропавловська-Камчатського, Елізова, Вілючінська, а також із довколишніх поселень стало видно потужний викид попелу на західному схилі вулкана. Димовий шлейф від його кратера розтягнувся майже на 100 кілометрів.

## Фотогалерея

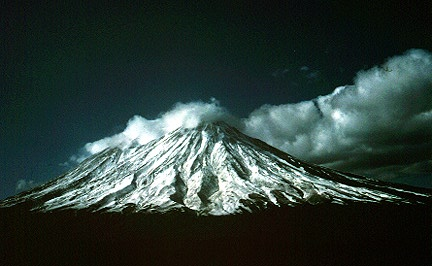
Хмари над Коряцькою сопкою
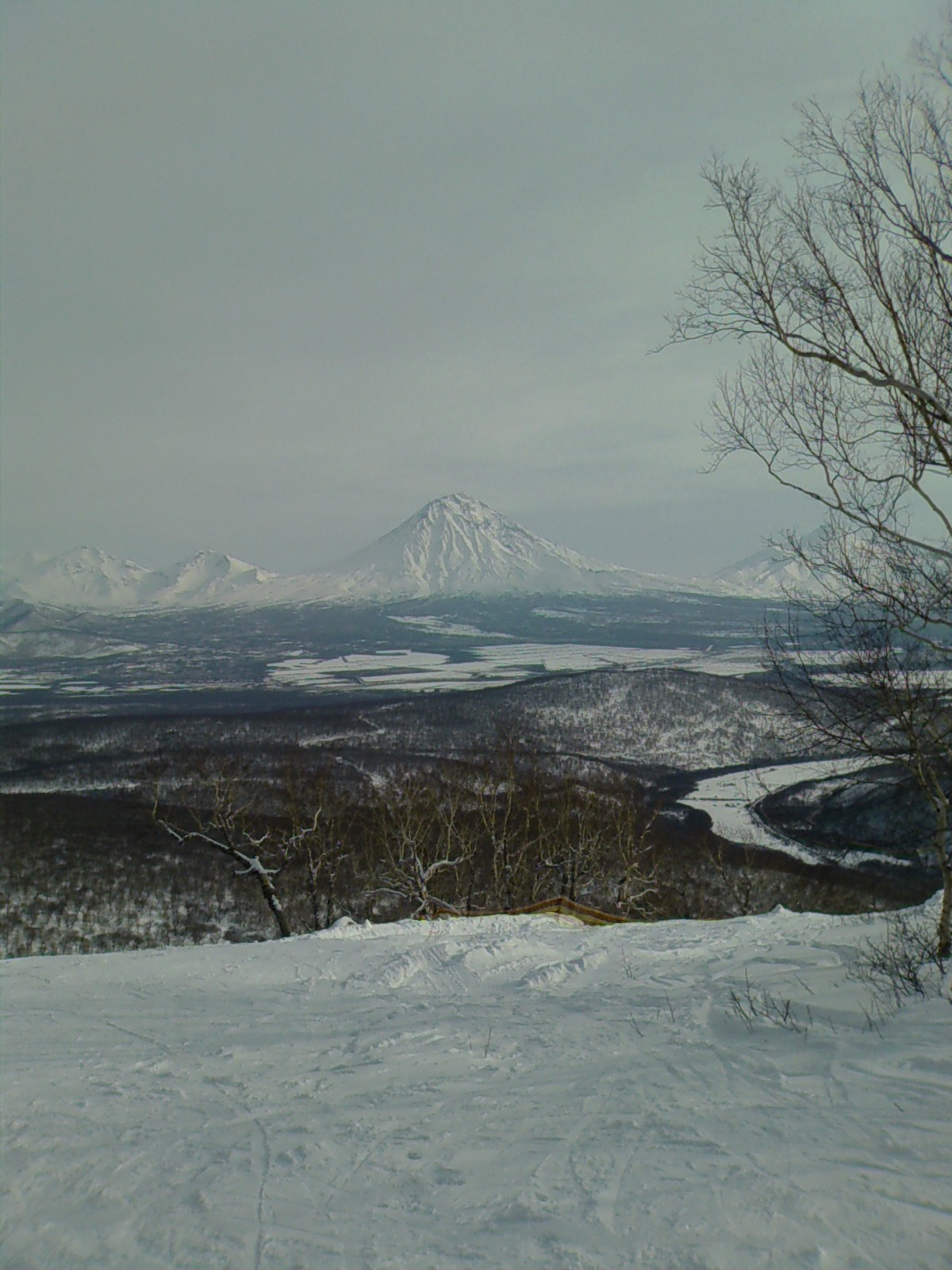
Коряцька сопка з гори Морозної
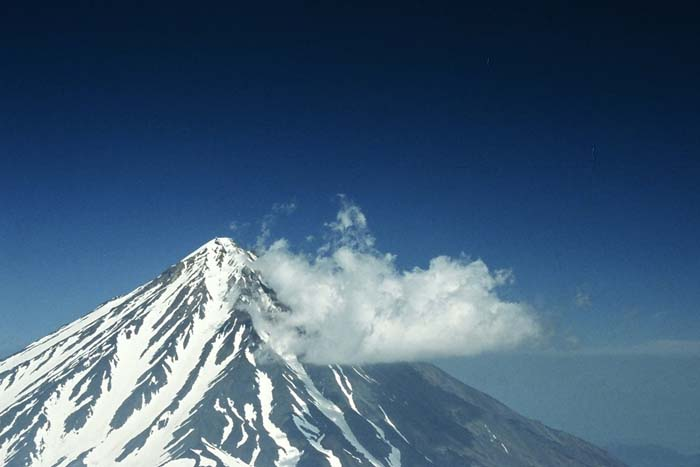
Вид з Авачинської Сопки
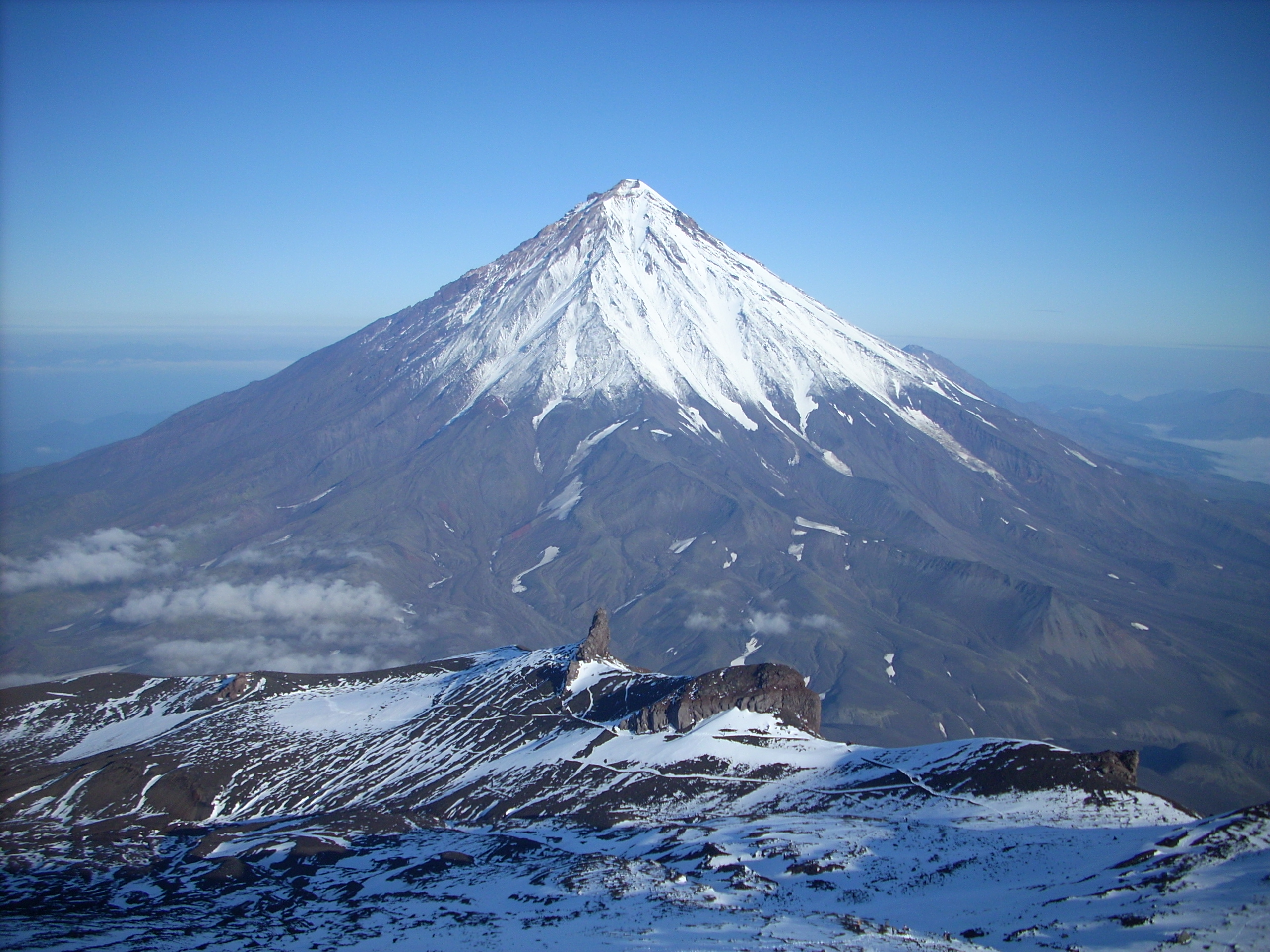
Вулкан влітку 2008 року